# Cautxú de silicona

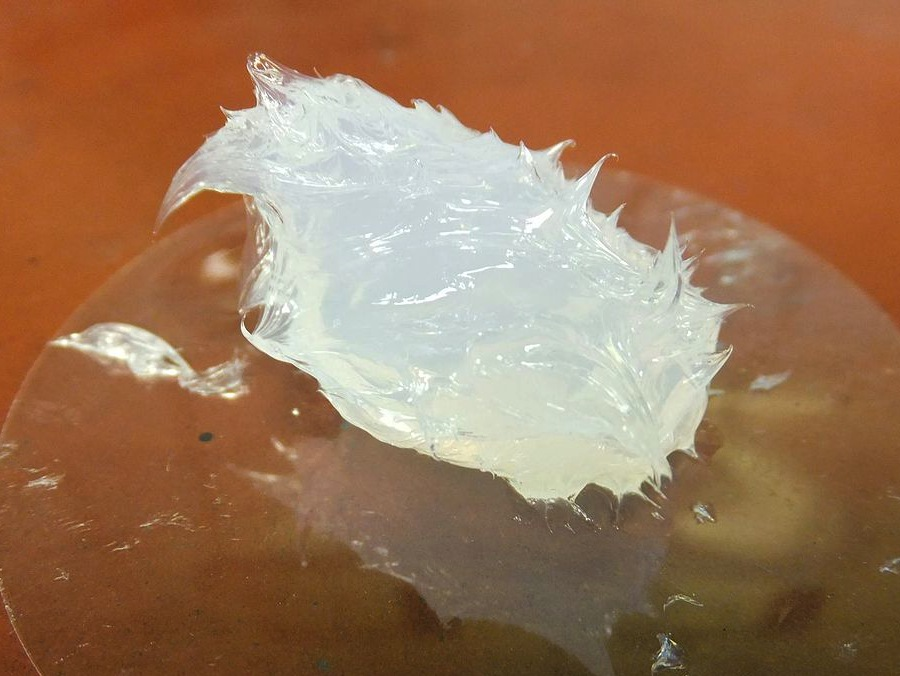
Una peça no curada de cautxú de silicona líquida

El cautxú de silicona és un elastòmer (material semblant al cautxú) compost per silicona — un polímer — que conté silici juntament amb carboni, hidrogen i oxigen. Els cautxús de silicona s'utilitzen àmpliament a la indústria i hi ha múltiples formulacions. Els cautxús de silicona solen ser polímers d'una o dues parts i poden contenir farcits per millorar les propietats o reduir el cost. El cautxú de silicona generalment no és reactiu, estable i resistent a entorns extrems i temperatures de −55 a 300 °C (−70 a 570 °F) tot mantenint les seves propietats útils. A causa d'aquestes propietats i de la seva facilitat de fabricació i conformació, el cautxú de silicona es pot trobar en una gran varietat de productes, inclosos els aïllants de línia de tensió; aplicacions d'automoció; productes de cuina, forn i emmagatzematge d'aliments; roba com ara roba interior, roba esportiva i calçat; electrònica; dispositius mèdics i implants; i en reparació de la llar i ferreteria, en productes com ara segelladors de silicona.

## Curat
En estat no curat, el cautxú de silicona és un gel o líquid molt adhesiu. Per convertir-lo en sòlid, s'ha de curar, vulcanitzar o catalitzar. Això es realitza normalment en un procés de dues etapes en el punt de fabricació en la forma desitjada, i després en un procés de postcurat prolongat. També pot ser modelat per injecció o imprès en 3D.
El cautxú de silicona es pot curar mitjançant un sistema de curat catalitzat per platí, un sistema de curat per condensació, un sistema de curat amb peròxid o un sistema de curat amb oxima. Per al sistema de curat catalitzat per platí, el procés de curat es pot accelerar afegint calor o pressió.

### Sistema de cura a base de platí
En un sistema de curat de silicona basat en platí, també anomenat sistema d'addició (perquè el polímer clau per a la construcció de la reacció és una reacció d'addició), un hidrur i un polímer de siloxà funcional vinil reaccionen en presència d'un catalitzador complex de platí, creant un pont etílic entre els dos. La reacció no té subproductes. Aquests cautxús de silicona es curen ràpidament, tot i que la velocitat o fins i tot la capacitat de curar-se s'inhibeix fàcilment en presència d'estany elemental, sofre i molts compostos d'amina.

### Sistema de curat per condensació
Els sistemes de curat per condensació poden ser sistemes d'una o dues parts. En un sistema d'una sola part o RTV (vulcanització a temperatura ambient), un reticulant exposat a la humitat ambiental (és a dir, aigua) experimenta un pas d'hidròlisi i queda amb un grup hidroxil o silanol. El silanol es condensa encara més amb un altre grup hidrolitzable al polímer o reticulant i continua fins que el sistema està completament curat. Aquest sistema es curarà per si sol a temperatura ambient i (a diferència del sistema de curat per addició basat en platí) no s'inhibeix fàcilment pel contacte amb altres productes químics, tot i que el procés es pot veure afectat pel contacte amb alguns plàstics o metalls i pot no tenir lloc. en absolut si es posa en contacte amb compostos de silicona ja curats. Els reticulants utilitzats en els sistemes de curat per condensació són típicament alcoxi, acetoxi, èster, enoxi o oxima silans com el metil trimetoxi silà per als sistemes de curat alcoxi i el metil triacetoxisilà per als sistemes de curat amb acetoxi. En molts casos, s'afegeix un catalitzador de condensació addicional per curar completament el sistema RTV i aconseguir una superfície lliure d'adherència. Els catalitzadors d'organotitanats com ara tetraalcoxi titanats o titanats quelats s'utilitzen en sistemes curats amb alcoxi. Els catalitzadors d'estany com el dilaurat de dibutil estany (DBTDL) es poden utilitzar en sistemes curats amb oxima i acetoxi. La condensació d'acetoxi estany és una de les químiques de curació més antigues utilitzades per curar el cautxú de silicona i és la que s'utilitza en la masilla del bany domèstic. Segons el tipus de molècula despreza, es poden classificar els sistemes de silicona en àcids, neutres o alcalins.

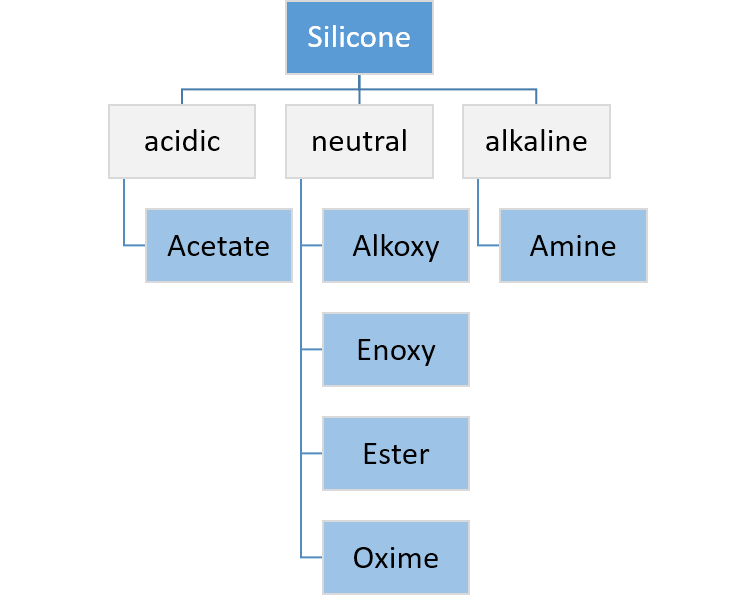
Visió general dels sistemes de silicona més utilitzats

Els sistemes de condensació de dues parts empaqueten el reticulant i el catalitzador de condensació junts en una part, mentre que el polímer i qualsevol farcit o pigment es troben a la segona part. La barreja de les dues parts fa que es produeixi el curat. Un farciment típic és la sílice pirogènica, també coneguda com a sílice pirogènica, que solia controlar les propietats de flux del segellador.
Un cop curats completament, els sistemes de condensació són eficaços com a segelladors i calafates en fontaneria i construcció d'edificis i com a motlles per a la colada de resines de poliuretà, epoxi i polièster, ceres, guix i metalls de baixa temperatura de fusió com el plom. Normalment són molt flexibles i tenen una gran resistència a la llàgrima. No requereixen l'ús d'un agent d'alliberament ja que les silicones tenen propietats antiadherents.

### Sistema de curat amb peròxid
El curat de peròxid s'utilitza àmpliament per curar el cautxú de silicona. El procés de curació genera subproductes, que poden ser un problema en el contacte amb aliments i aplicacions mèdiques. No obstant això, aquests productes solen ser tractats en un forn post-curat que redueix considerablement el contingut del producte de descomposició de peròxid. Un dels dos principals peròxids orgànics utilitzats, el peròxid de dicumil (compareu amb l'hidroperòxid de cumè ), té els principals productes de degradació de l'acetofenona i el fenil-2-propanol. L'altre és el peròxid de diclorobenzoil, els principals productes de degradació del qual són l'àcid diclorobenzoic i el diclorobenceno.

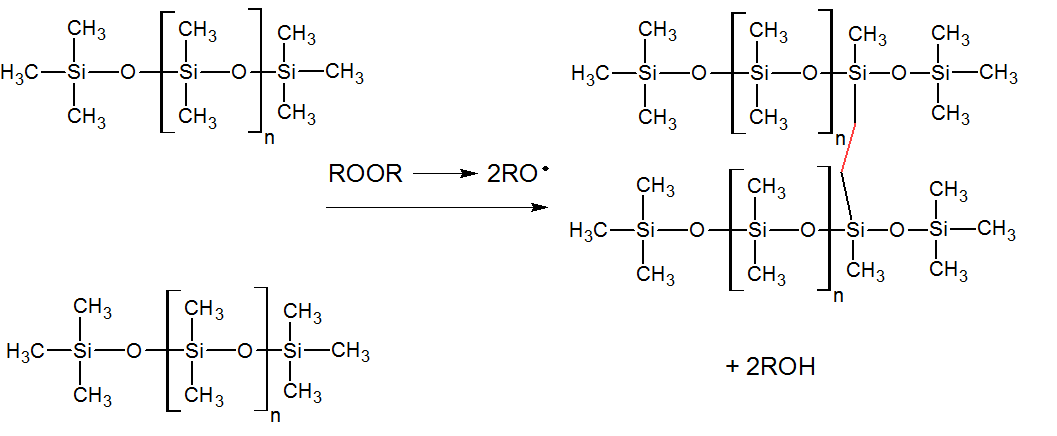
Reticulació per peròxids orgànics

## Història
Els primers elastòmers de silicona es van desenvolupar en la recerca de millors materials aïllants per a motors i generadors elèctrics. Les fibres de vidre impregnades de resina eren els materials d'última generació de l'època. El vidre era molt resistent a la calor, però les resines fenòliques no aguantarien les temperatures més altes que s'estaven trobant en els nous motors elèctrics més petits. Els químics de Corning Glass i General Electric estaven investigant materials resistents a la calor per utilitzar-los com a aglutinants resinosos quan van sintetitzar els primers polímers de silicona, van demostrar que funcionaven bé i van trobar una ruta per produir-los comercialment.
El terme "silicone" és en realitat un nom inadequat. El sufix -one és utilitzat pels químics per indicar una substància amb un àtom d'oxigen de doble enllaç a la seva columna vertebral . Quan es va descobrir per primera vegada, es creia erròniament que la silicona tenia àtoms d'oxigen units d'aquesta manera. El terme tècnicament correcte per als diferents cautxús de silicona és polisiloxans (els polidimetilsiloxans són un subconjunt gran), referint-se a una columna vertebral de Si-O saturat.
Corning Glass en una empresa conjunta amb Dow Chemical va formar Dow Corning el 1943 per produir aquesta nova classe de materials. A mesura que es van estudiar amb més detall les propietats úniques dels nous productes de silicona, es va preveure el seu potencial per a un ús més ampli i GE va obrir la seva pròpia planta per produir silicones el 1947. GE Silicones es va vendre a Momentive Performance Materials el 2006. Wacker Chemie també va començar la producció de silicones a Europa el 1947. L'empresa japonesa Shin-Etsu Chemical va començar la producció massiva de silicona el 1953.

## Propietats
El cautxú de silicona ofereix una bona resistència a temperatures extremes, podent funcionar amb normalitat entre −100 a 300 °C (−150 a 570 °F) . El cautxú de silicona té una resistència a la tracció baixa, propietats pobres de desgast i desgast. Algunes propietats, com ara l'allargament, la fluència, la flexió cíclica, la resistència a la llàgrima, la compressió, la rigidesa dielèctrica (a alt voltatge), la conductivitat tèrmica, la resistència al foc i, en alguns casos , la resistència a la tracció poden ser, a temperatures extremes, molt superiors a les gomes orgàniques en general., tot i que algunes d'aquestes propietats encara són inferiors a les d'alguns materials especials. El cautxú de silicona és un material d'elecció a la indústria quan es desitja la retenció de la forma inicial i la resistència mecànica sota un fort estrès tèrmic o temperatures sota zero.

### En comparació amb el cautxú orgànic
El cautxú orgànic té una columna vertebral de carboni a carboni que el pot deixar susceptible a l'ozó, UV, calor i altres factors d'envelliment que el cautxú de silicona pot suportar bé. Això fa que el cautxú de silicona sigui un dels elastòmers preferits en molts entorns extrems. La silicona és considerablement més permeable als gasos que la majoria d'altres cautxús, cosa que limita el seu ús en algunes zones.
El cautxú de silicona és altament inert i no reacciona amb la majoria de productes químics i no està disponible per participar en processos biològics, cosa que permet utilitzar-lo en moltes aplicacions mèdiques, inclosos els implants mèdics. És biocompatible, hipoalergènic, la qual cosa la fa apta per a productes per a la cura del nadó i el contacte amb aliments en general. El cautxú de silicona és una solució fiable (a diferència del cautxú i els elastòmers termoplàstics ) per als problemes de migració o interacció entre els principals ingredients actius. La seva estabilitat química evita que afecti qualsevol substrat amb el qual estigui en contacte (pell, aigua, sang, principis actius, etc.). ).

### Producció
Per fer silicona, els àtoms de silici s'han d'aïllar de la sílice composta de diòxid de silici. Això es fa escalfant grans volums de sorra de quars a temperatures extremadament altes, sovint fins a 1800 °C. A partir d'aquí, hi ha diversos processos on el silici es combina amb clorur de metil i s'escalfa. Després es destil·la en un siloxà polimeritzat conegut com a polidimetilsiloxà . El polidimetilsiloxà es pot polimeritzar llavors. Això es fa mitjançant una varietat de tècniques depenent de l'ús del producte final. El compost de silicona en brut es combina amb els additius desitjats, que poden incloure pigments, i el catalitzador. Després es modela per injecció, s'extrudeix o s'imprimeix en 3D . El curat és l'etapa final del procés de producció.

### Estructura

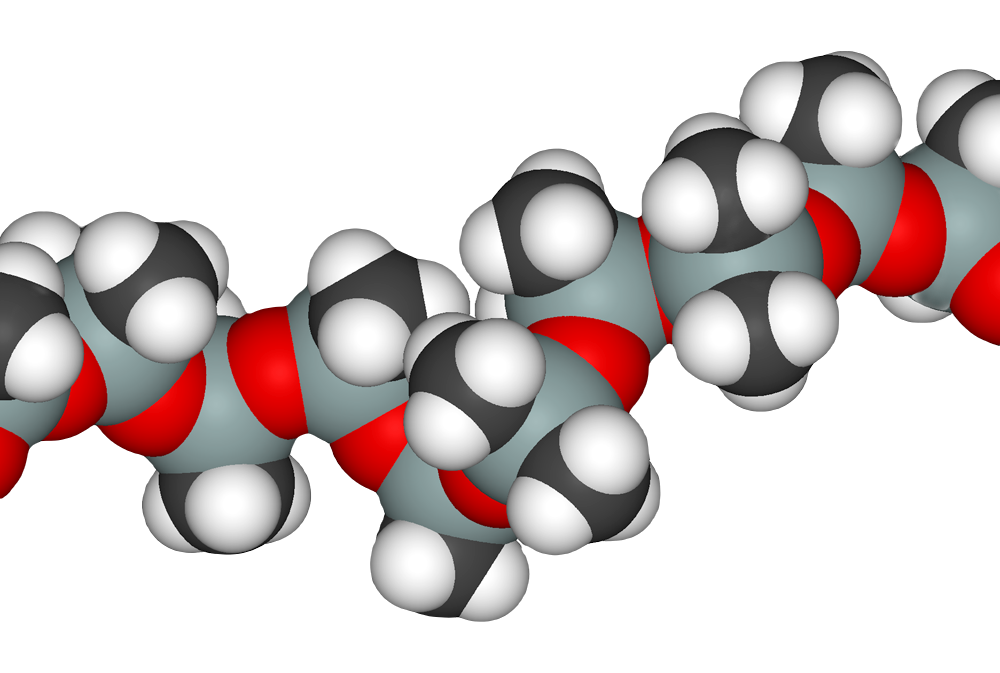
Cadena de goma de silicona

Els polisiloxans es diferencien d'altres polímers perquè els seus eixos vertebradors consisteixen en unitats Si–O–Si a diferència de molts altres polímers que contenen vertebrats de carboni. El polisiloxà és molt flexible a causa dels grans angles d'enllaç i longituds d'enllaç en comparació amb els que es troben en polímers més bàsics com el polietilè. Per exemple, una unitat troncal C–C té una longitud d'enllaç d'1,54 Å i un angle d'enllaç de 112°, mentre que la unitat principal de siloxà Si–O té una longitud d'enllaç d'1,63 Å i un angle d'enllaç de 130°.

Repetiu la unitat de cautxú de silicona

La columna vertebral de siloxà és un polímer més flexible que la columna vertebral de la cadena de carboni bàsica perquè els grups laterals estan més separats. Els segments de polímer poden moure's més lluny i canviar de conformació amb facilitat, donant lloc a un material flexible. Els polisiloxans solen ser més estables i menys actius químicament perquè es necessita més energia per trencar l' enllaç silici-oxigen . Tot i que el silici és un congènere del carboni, amb la mateixa configuració d'enllaç d'electrons, els anàlegs de silici dels compostos carbonics generalment presenten propietats diferents. La diferència de càrrega i massa total entre el carboni amb 6 protons i 6 neutrons i el silici amb 14 protons i 14 neutrons provoca una capa afegida d'electrons i el seu efecte de cribratge canvia l'electronegativitat entre els dos elements. Per exemple, l'enllaç silici-oxigen dels polisiloxans és significativament més estable que l'enllaç carboni-oxigen del polioximetilè, un polímer estructuralment similar. La diferència es deu en part a la major energia d'enllaç, l'energia necessària per trencar l'enllaç Si-O, i també perquè el polioximetilè descompon el formaldehid, que és volàtil i s'escapa d'impulsar la descomposició cap endavant, però els productes de descomposició de silicona que contenen Si són menys volàtils.
Hi ha molts graus i formes especials de cautxú de silicona, que inclouen: resistent al vapor, detectable de metalls, alta resistència a la llàgrima, temperatura extremadament alta, temperatura extrema baixa, elèctricament conductor, resistent a productes químics/oli/àcids/gasos, baixa emissió de fum i flames. retardant. Es pot utilitzar una varietat de farcits en cautxú de silicona, encara que la majoria no són de reforç i redueixen la resistència a la tracció.
El cautxú de silicona està disponible en una gamma de nivells de duresa, expressats com a Shore A o IRHD entre 10 i 100, el nombre més alt és el compost més dur. També està disponible en pràcticament qualsevol color i es pot combinar.

## Aplicacions
El cautxú de silicona s'utilitza en aplicacions d'automoció, molts productes de cuina, forn i emmagatzematge d'aliments, roba que inclou roba interior, roba esportiva i calçat, electrònica, reparació de la llar i ferreteria, i una sèrie d'aplicacions invisibles. Normalment es processa i es forma amb els mètodes següents.

### Extrusió
Un cop barrejat i acolorit, el cautxú de silicona es pot extrudir en tubs, tires, cordó sòlid o perfils personalitzats segons les especificacions de mida del fabricant. El cable es pot unir per fer juntes tòriques i els perfils extruïts es poden unir per fer segells.

### Emmotllament per injecció
El cautxú de silicona es pot modelar en formes i dissenys personalitzats. Els fabricants treballen per establir toleràncies de la indústria a l'hora d'extruir, tallar o unir perfils de cautxú de silicona. Al Regne Unit això és BS 3734, per a extrusions el nivell més ajustat és E1 i el més ample és E3.

### Impressió 3D

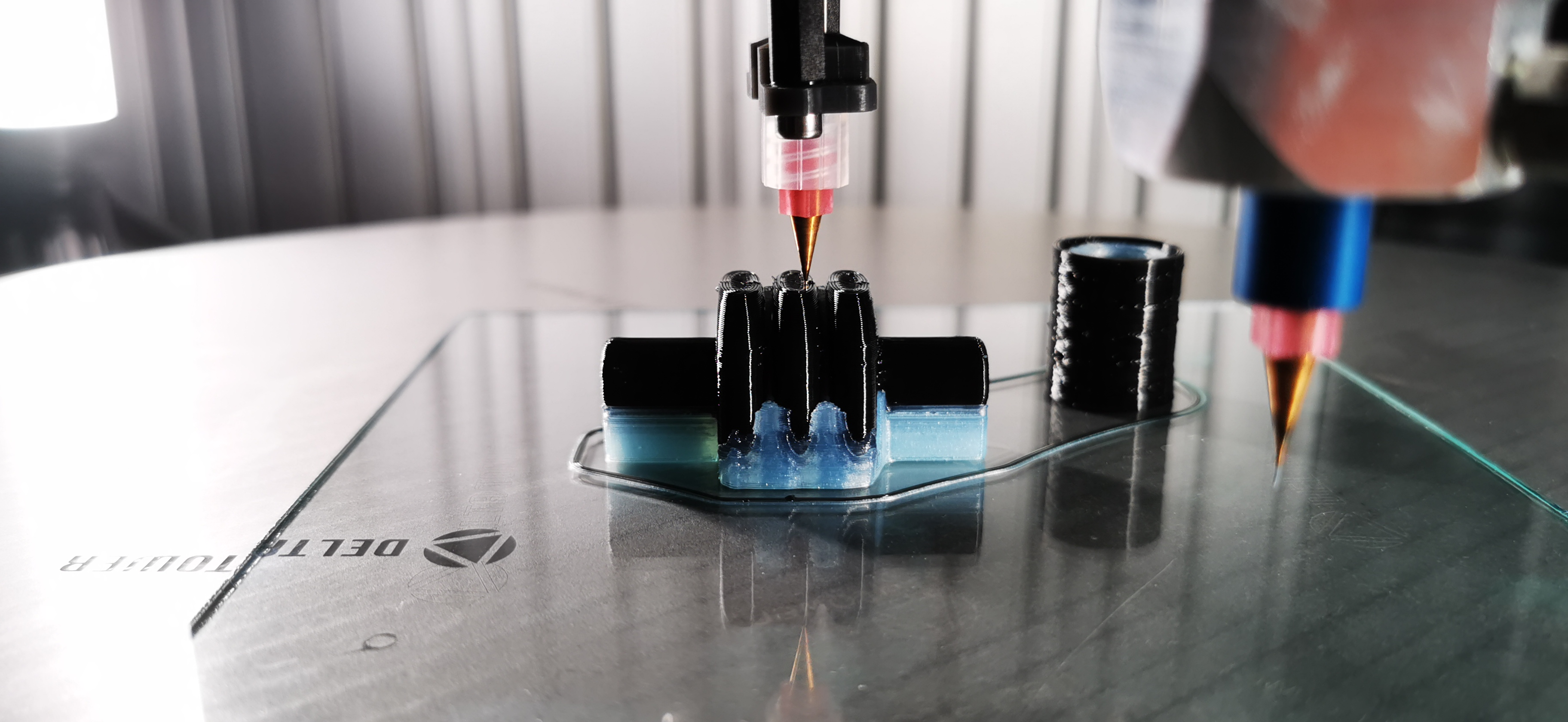
Impressió 3D de silicona amb material de suport

El cautxú de silicona es pot imprimir en 3D (modelació de deposició líquida LDM) mitjançant sistemes d'extrusió de bomba-broquet. Malauradament, les formulacions estàndard de silicona estan optimitzades per ser utilitzades per màquines d'extrusió i modelat per injecció i no són aplicables a la impressió 3D basada en LDM. Cal ajustar el comportament reològic i la vida útil.
La impressió 3D també requereix l'ús d'un material de suport extraïble que sigui compatible amb el cautxú de silicona.
També es fabrica cautxú de silicona líquida per a aplicacions de ciències de la vida (pistons de xeringa, tancament per al sistema de dispensació, juntes per regulador de flux IV, màscares respiratòries, cambres implantables per a administració IV), productes cosmètics (pinzell de rímels, envasos de maquillatge, aplicador de maquillatge). i motlles de pintallavis) i productes òptics (lents circulars, col·limadors, lents de Fresnel i lents de forma lliure).

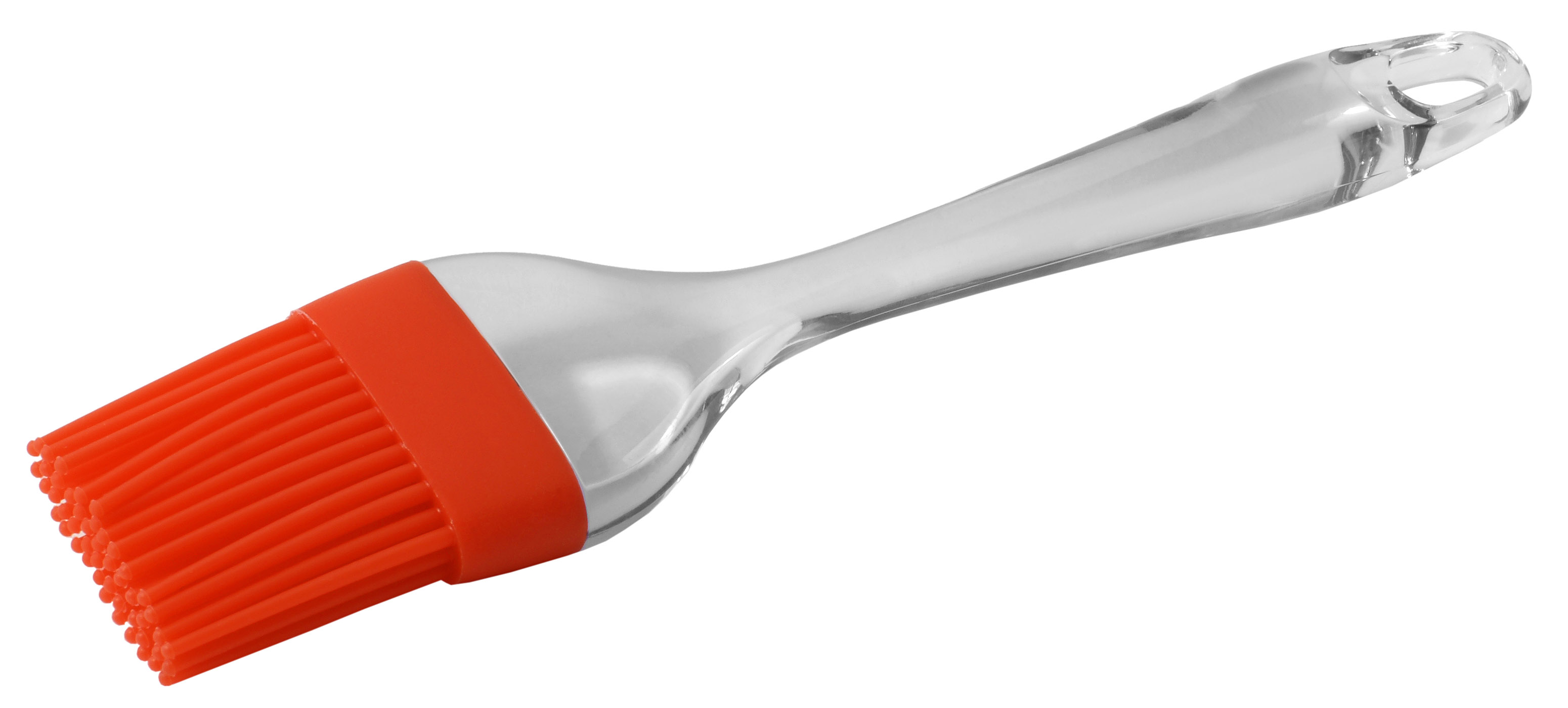
Un raspall de pastisseria de goma de silicona.

Els panells solars d'escalfament d'aigua tolerants a la congelació exploten l'elasticitat de la silicona per adaptar-se repetidament a l'expansió de l'aigua durant la congelació, mentre que la seva extrema tolerància a la temperatura manté una manca de fragilitat per sota de la congelació i una excel·lent tolerància a temperatures superiors a 150 °C (300 °F) . . La seva propietat de no tenir una columna vertebral de carboni, sinó una columna vertebral de silici químicament robusta, redueix el seu potencial com a font d'aliment per a bacteris perillosos de l'aigua com la Legionel·la.
La cinta de cautxú de silicona no tenyida amb un additiu d'òxid de ferro (III) (que fa que la cinta sigui de color vermell-taronja) s'utilitza àmpliament en aplicacions de cablejat d'aviació i aeroespacial com a empalmament o cinta d'embolcall a causa de la seva naturalesa no inflamable. L'additiu d'òxid de ferro afegeix una alta conductivitat tèrmica, però no canvia l'alta propietat d'aïllament elèctric del cautxú de silicona. Aquest tipus de cinta autoamalgamable s'amalgama o es fusiona amb ella mateixa, de manera que quan s'estira i s'embolica al voltant de cables, juntes elèctriques, mànegues i canonades s'uneix en una capa de goma sense costures aïllant elèctricament i impermeable, encara que no adhesiva. Com a aïllant elèctric, el cautxú de silicona té la virtut afegida de romandre no conductor quan es fa malbé per la calor, reduint la probabilitat d'arc desbocat.
Amb l'addició de carboni o una altra substància conductora com a farciment en pols, el cautxú de silicona es pot fer elèctricament conductor tot conservant la majoria de les seves altres propietats mecàniques. Com a tal, s'utilitza per a contactes flexibles que es tanquen en prémer, s'utilitza en molts dispositius com teclats d'ordinador i telèfons de control remot.

## Autocuració
El 2007, el cautxú de silicona va formar la matriu del primer elastòmer autocuratiu autònom. El material basat en microcàpsules va ser capaç de recuperar gairebé tota la resistència a la llàgrima original. A més, aquest material havia millorat les propietats de fatiga tal com es va avaluar mitjançant una prova de fatiga de torsió.